# Virgen en gloria

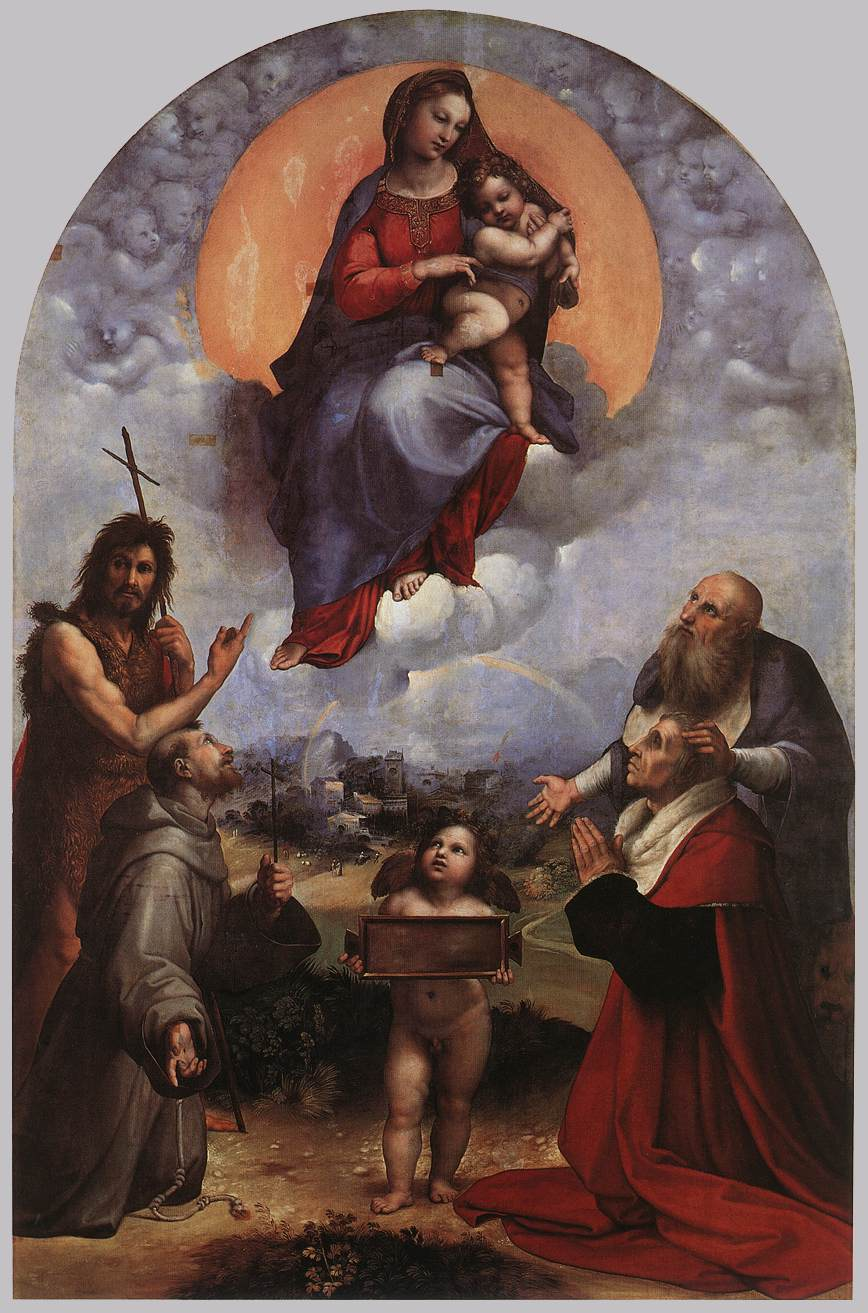
La Virgen de Foligno, de Rafael, ca. 1512. Los ángeles que rodean a la virgen se pintan en grisalla y difuminan confundiéndose con las nubes. La Virgen y el Niño resaltan contra un círculo dorado de fondo.

Virgen en gloria o Gloria de la Virgen son denominaciones de un tema del arte cristiano que representa a la Virgen María en la Gloria, como una figura idealizada votiva.

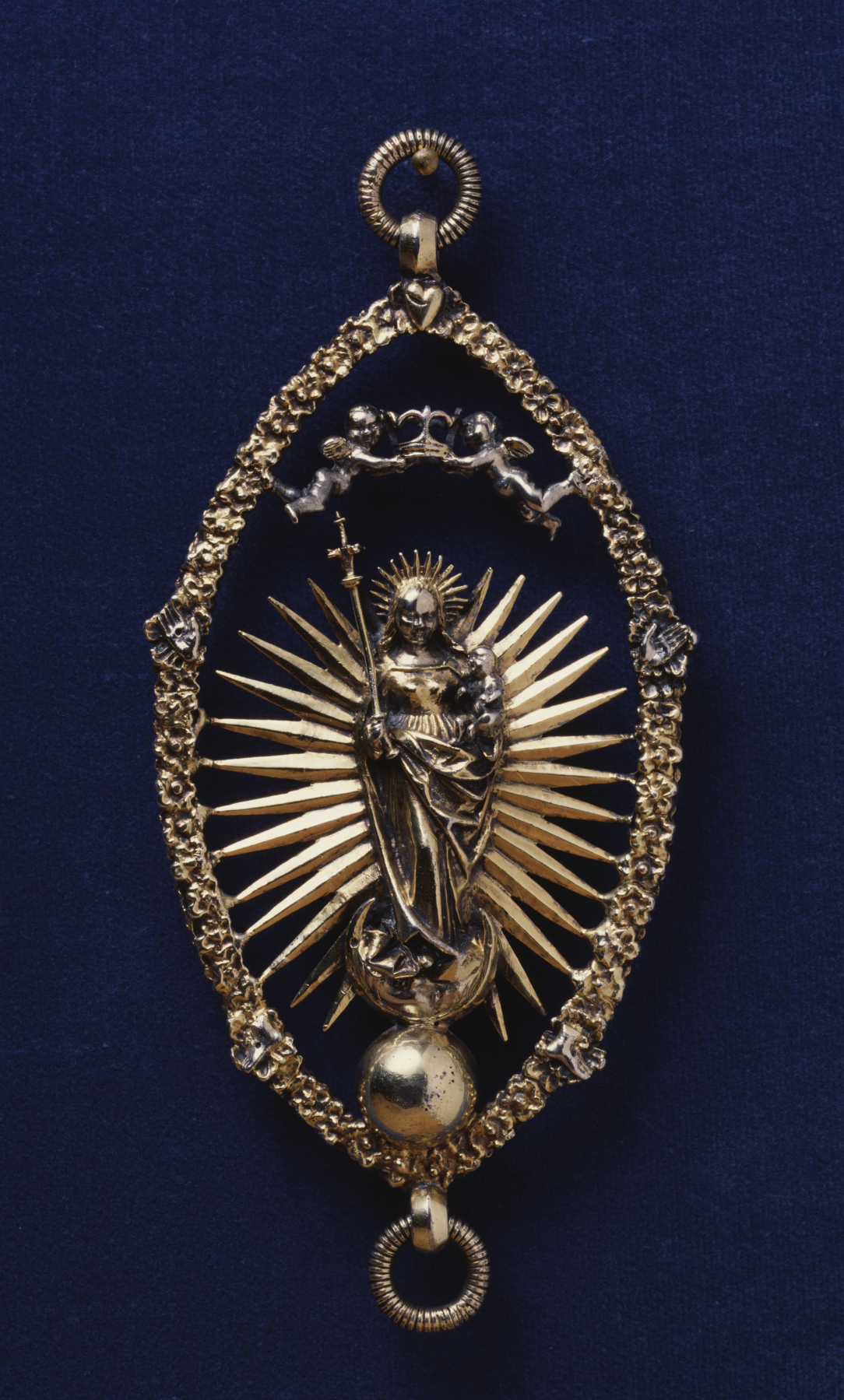
Colgante de plata con la Virgen en gloria, primera mitad del.

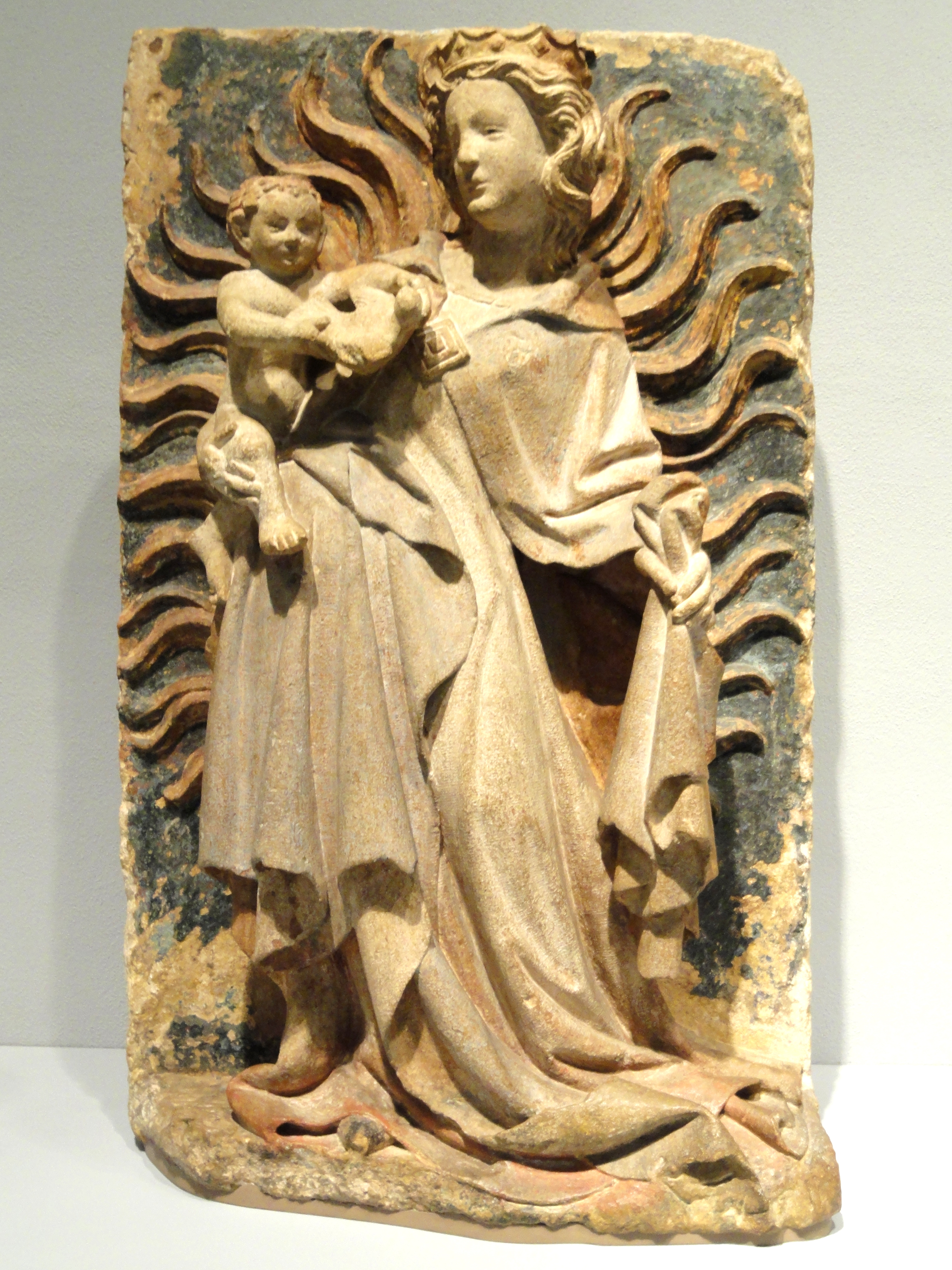
Virgen en gloria, ca. 1400-1425.

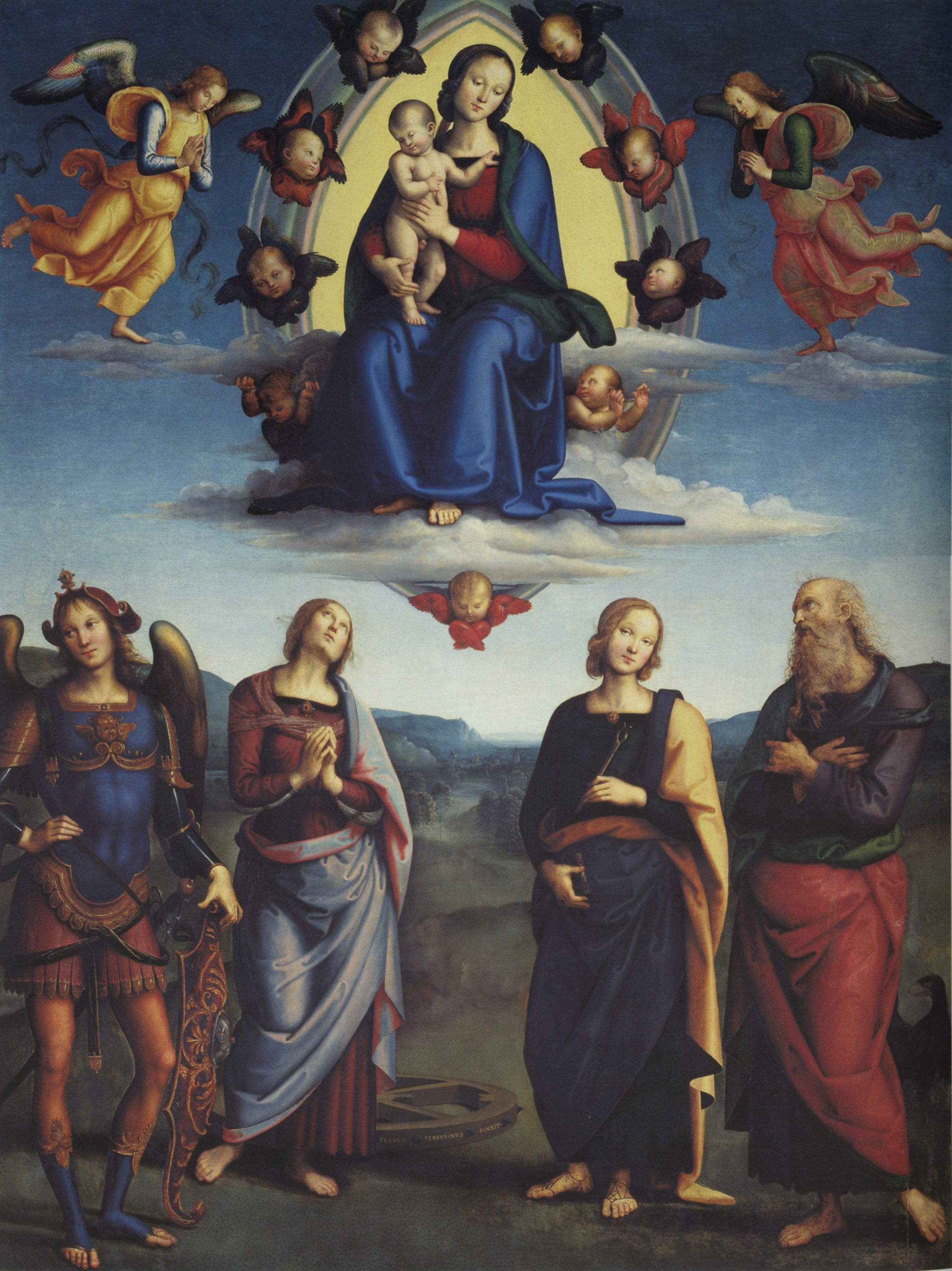
La Virgen en gloria con el arcángel San Miguel y los santos Catalina, Apolonia y Juan Evangelista, de Perugino, ca. 1500.

No debe confundirse con otros temas similares, como la Maestà, la Asunción o la Coronación de la Virgen. También el denominado Déesis implica teológicamente la ubicación de la Virgen en la Gloria.
La iconografía convencional del tema suele incluir a la Virgen en un "plano superior" o "celestial", habitualmente acompañada del Niño Jesús (Madonna) y rodeada de ángeles, en el recurso denominado "rompimiento de gloria"; en el "plano inferior" o "terrenal" se suelen incluir otros santos, seleccionados no por su relación con ninguna escena evangélica, sino en razón de las preferencias del comitente, como en el género de la sacra conversazione.
Entre los pintores que más han recurrido al tema está Perugino:
- La Virgen en gloria con santos
- Gonfanon de la Justicia
- Retablo Tezi
- Retablo de Corciano
- Retablo de Vallombrosa

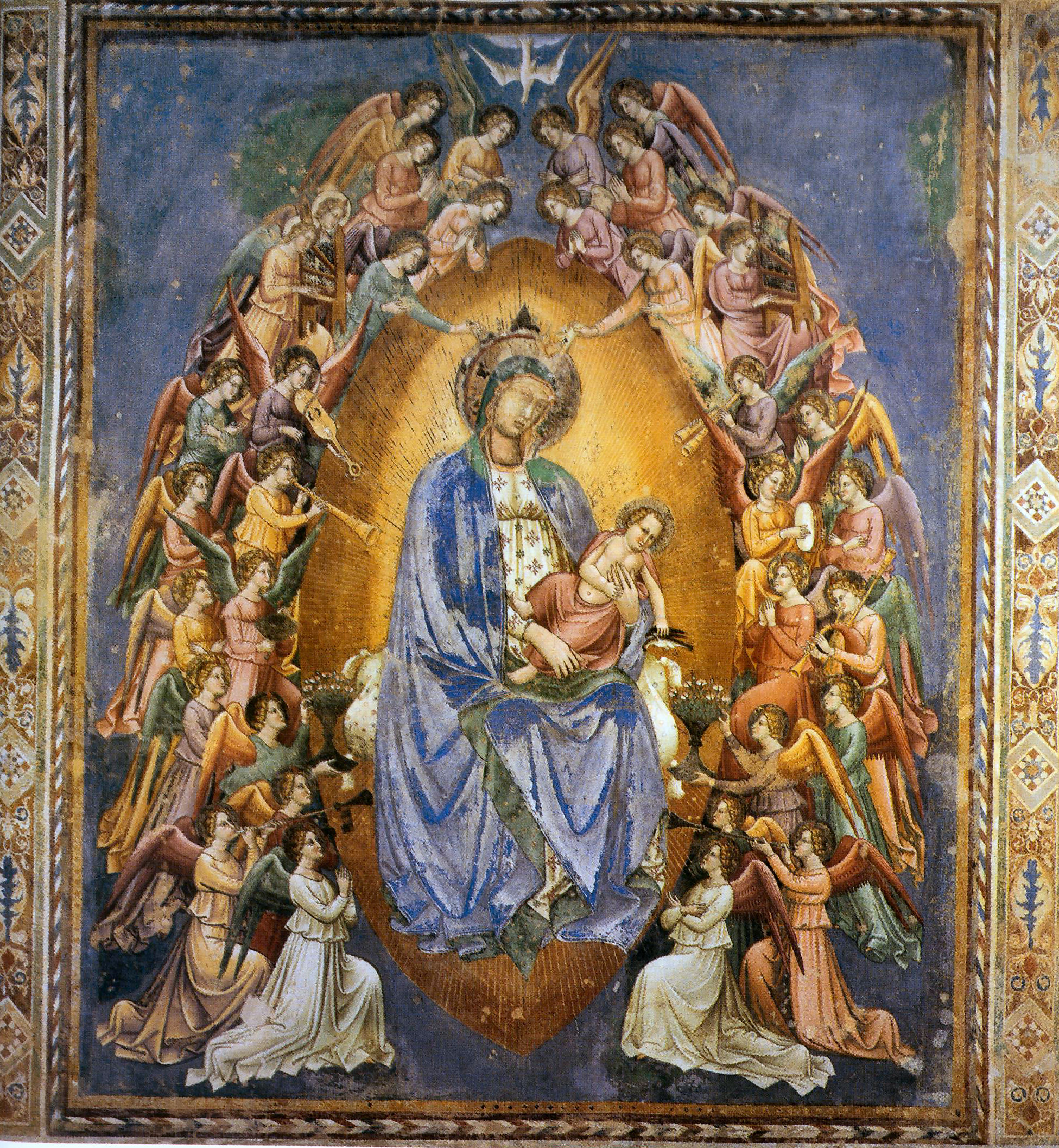
Simone Martini y Cenni di Francesco (San Gimignano, San Lorenzo al Ponte).
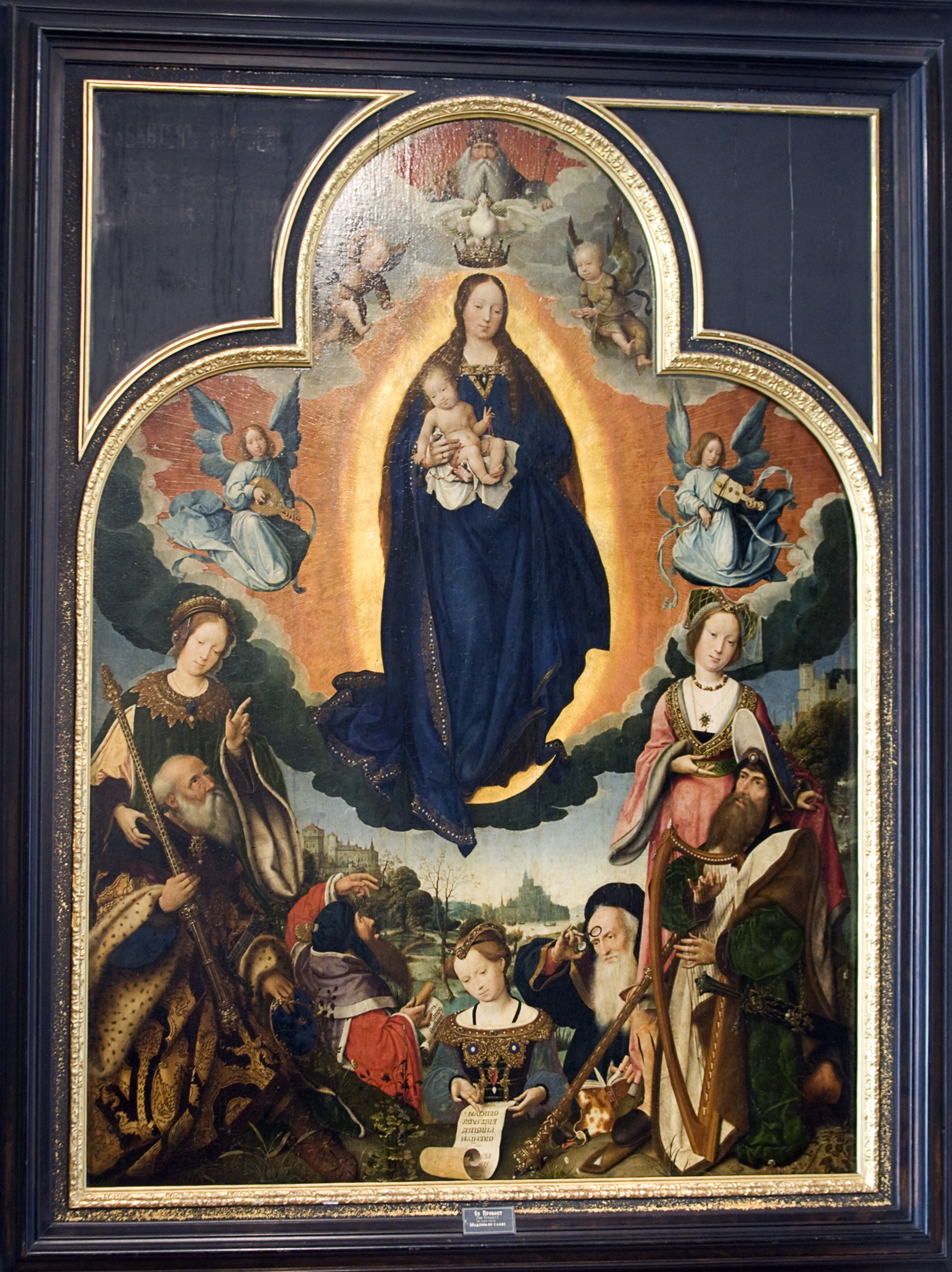
Virgen en gloria, de Jan Provost.
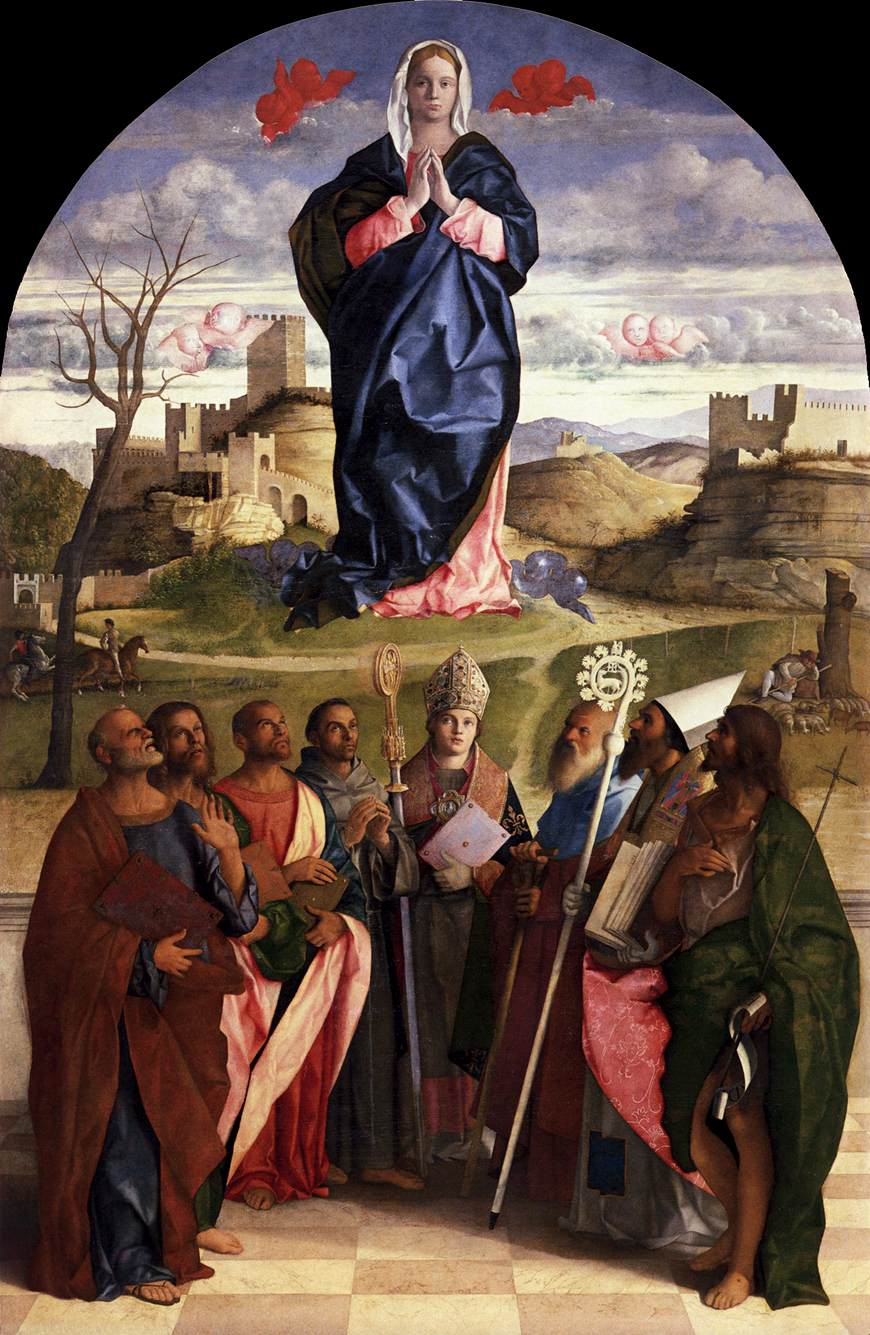
Virgen en Gloria con santos, de Giovanni Bellini, 1510-1515.
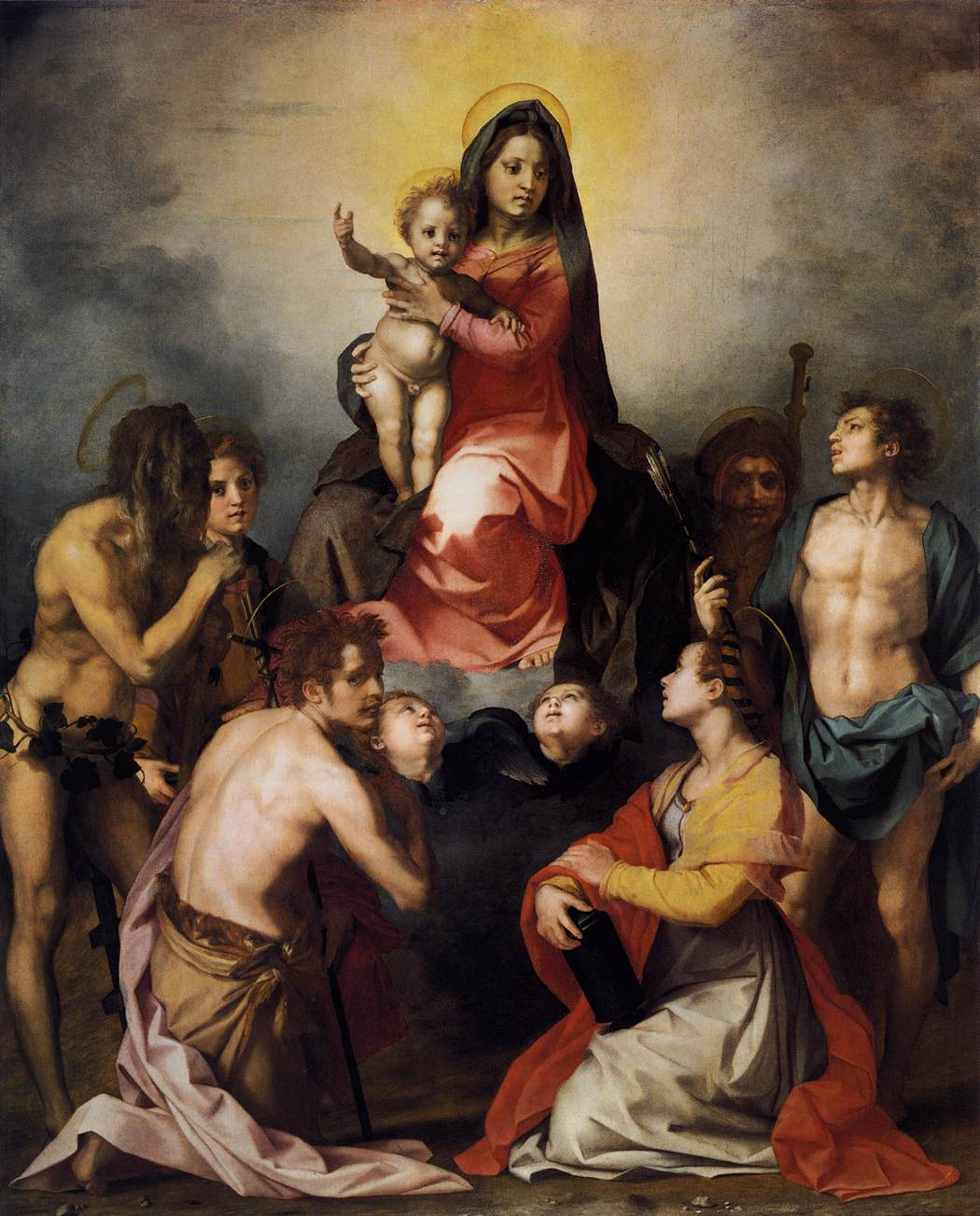
Virgen en gloria con seis santos, de Andrea del Sarto, ca. 1528.
Virgen en Gloria con San Juan y San Esteban, de Michelangelo Anselmi, 1530.
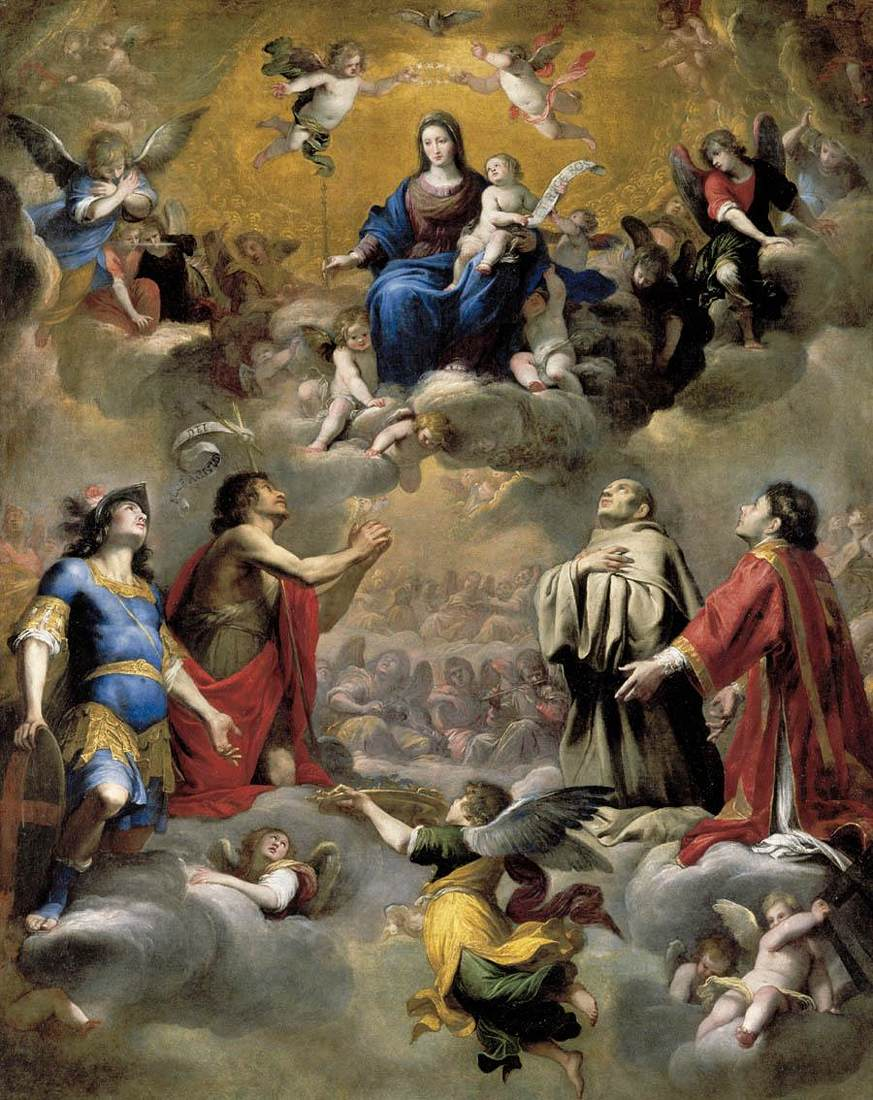
Virgen en gloria con santos, de Giovanni Battista Carlone,[6] 1565.
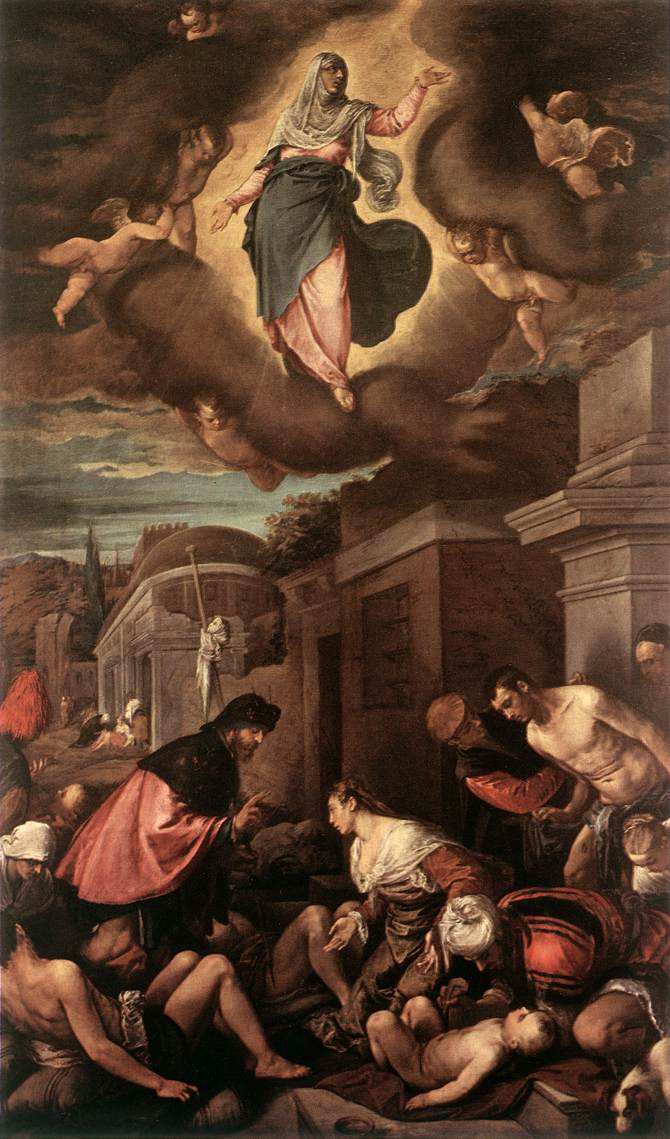
San Roque entre las víctimas de la peste y la Virgen en gloria, Jacopo da Ponte, ca. 1575.
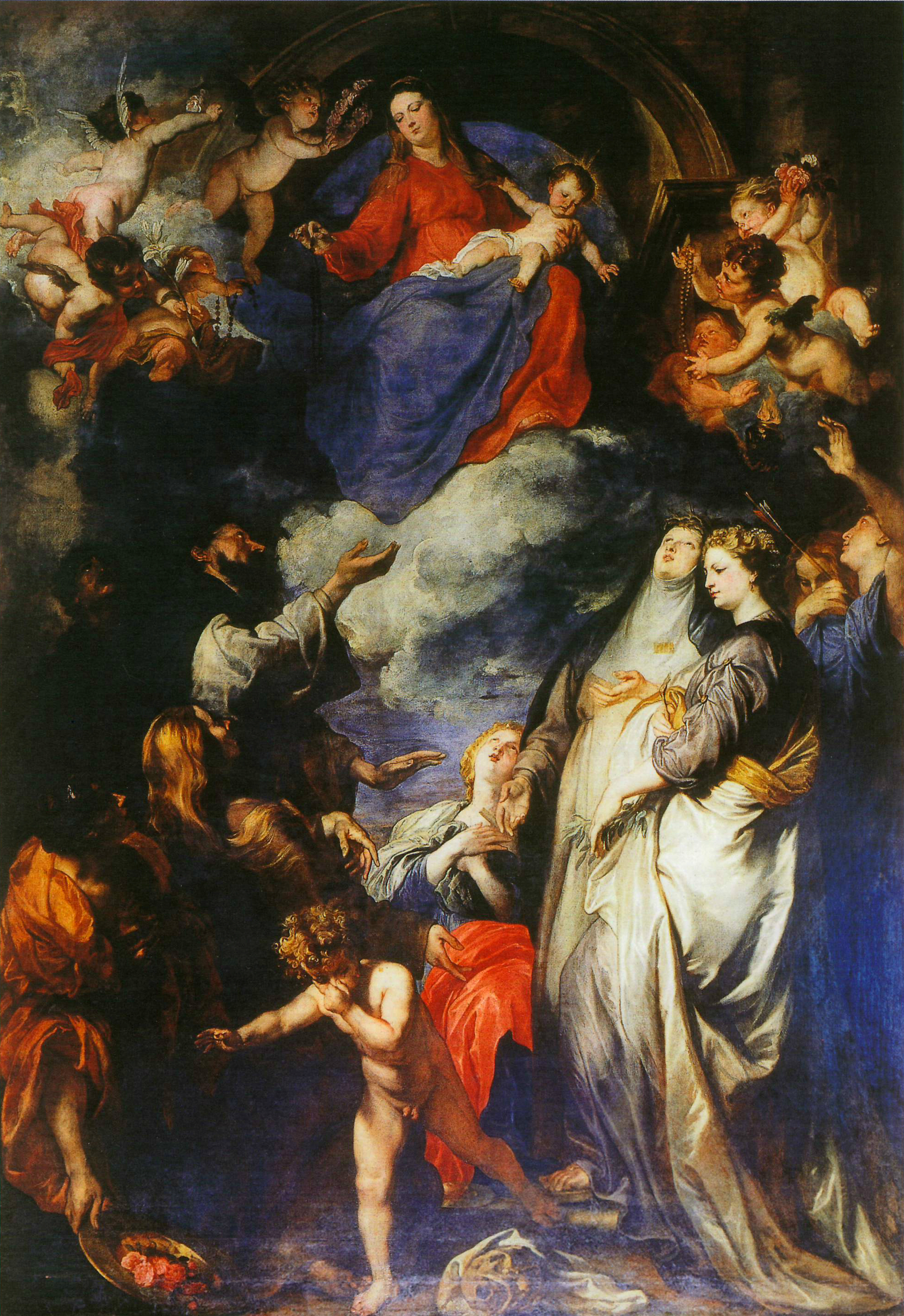
Virgen del Rosario, de Van Dyck.
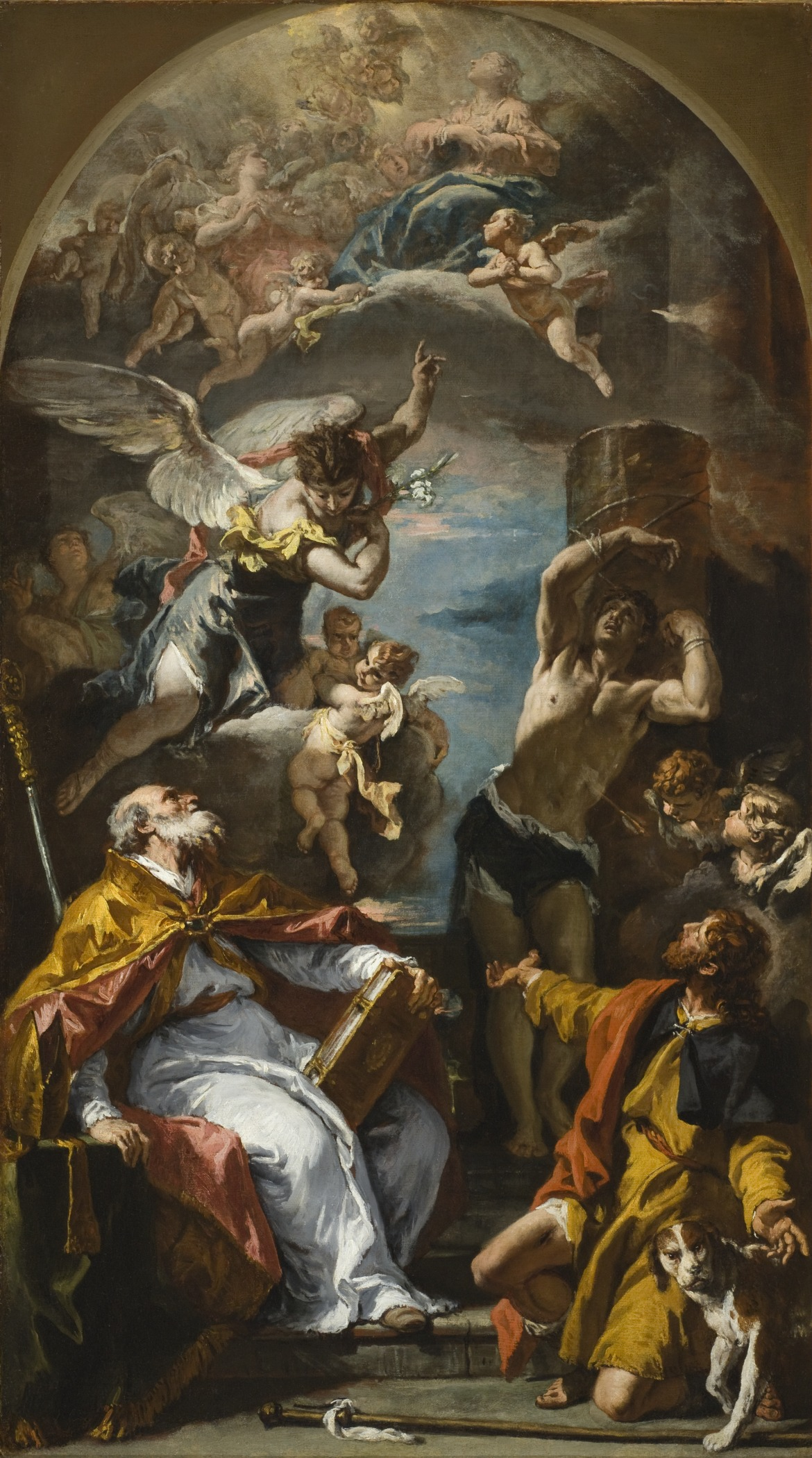
Gloria de la Virgen con el Arcángel Gabriel y los santos Eusebio, Roque y Sebastián, de Sebastiano Ricci, ca. 1725.
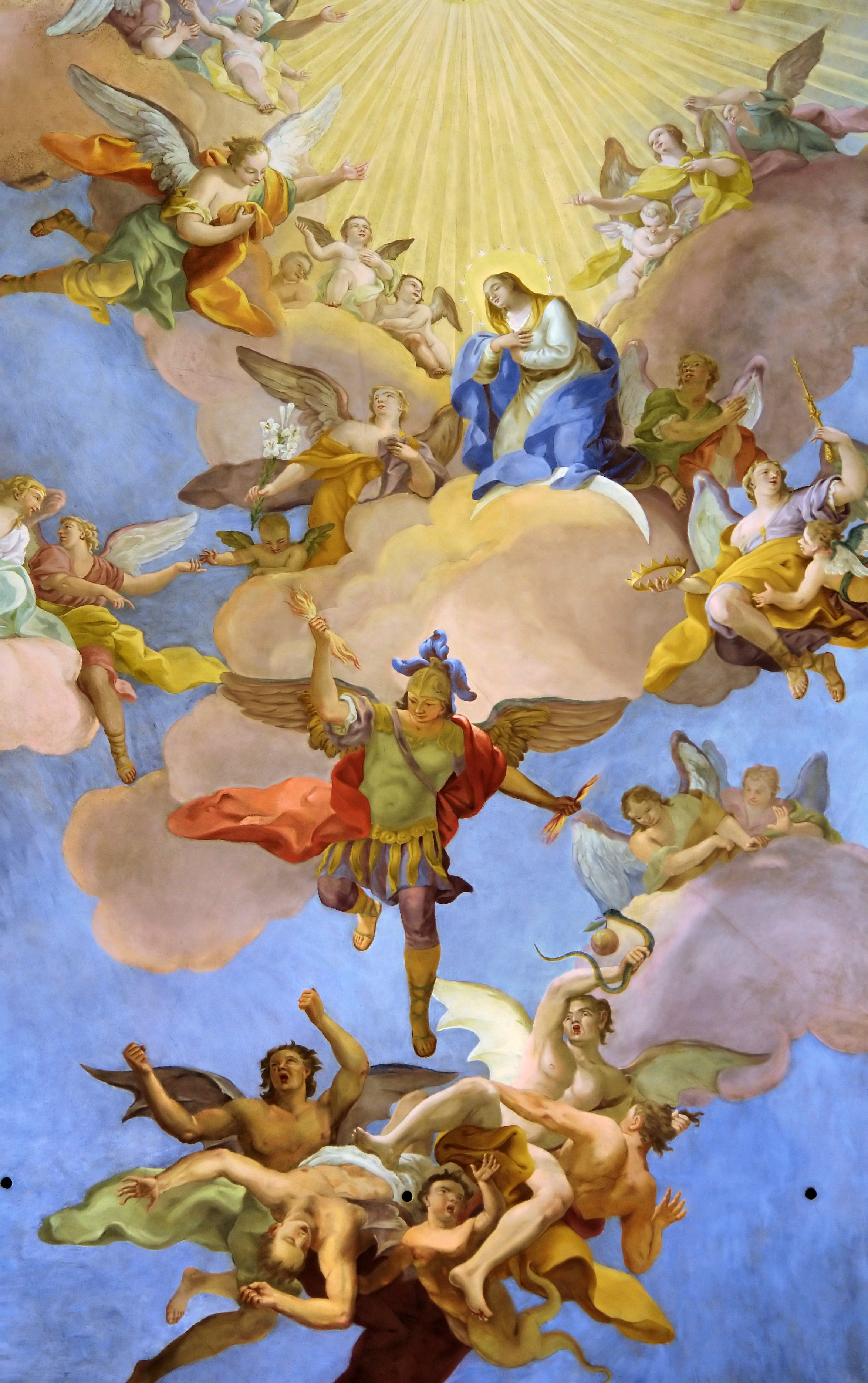
Detalle de Gloria de la Virgen, de Daniel Gran,[7] en la Annakirche[8] de Viena.
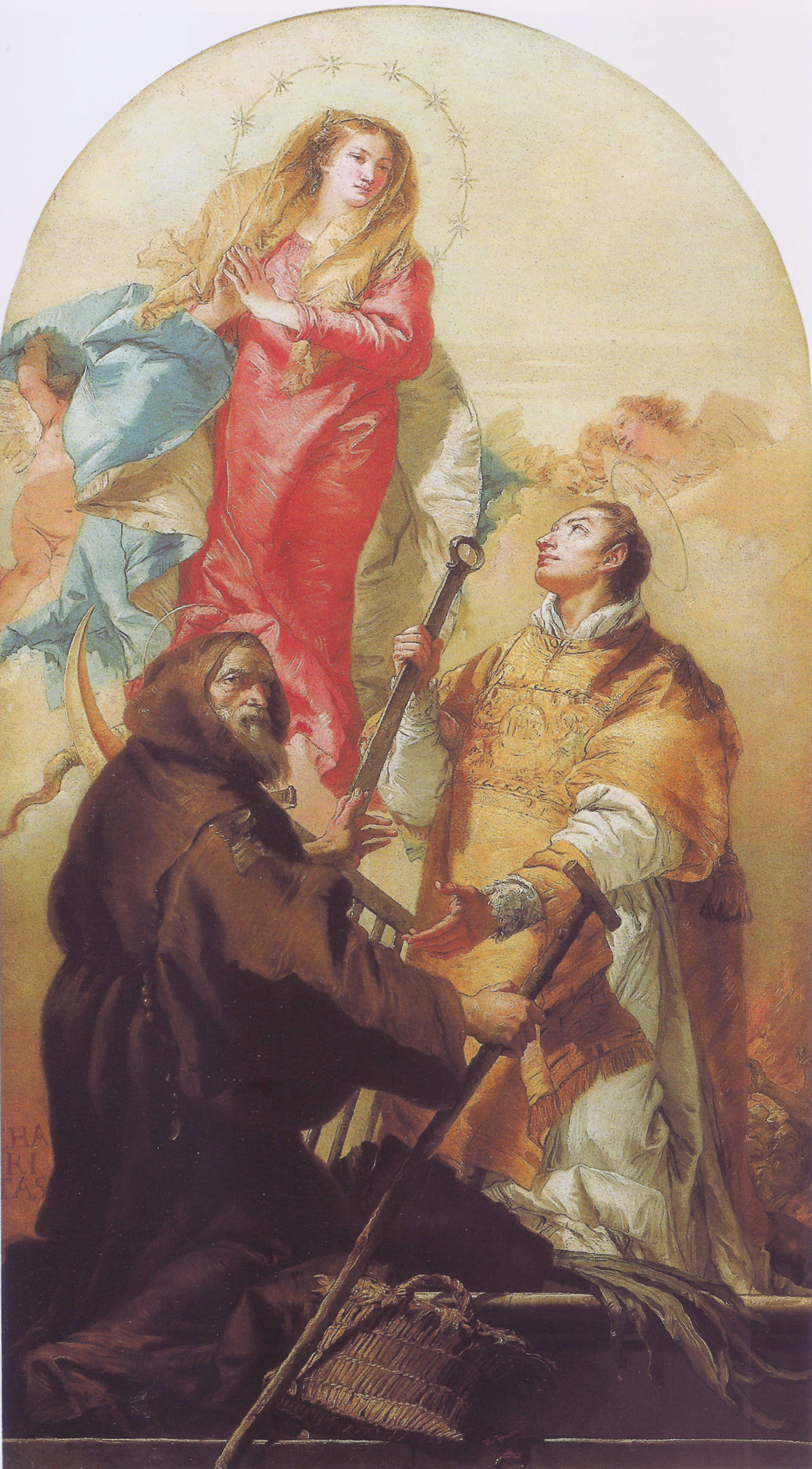
Virgen en gloria con San Lorenzo y San Francisco de Paula, de Giovanni Domenico Tiepolo, ca. 1780.